# Insuficiencia tricuspídea
La insuficiencia tricuspídea (IT) es una enfermedad valvular cardíaca. Se refiere a la incapacidad de la válvula tricúspide del corazón de cerrarse correctamente durante la sístole ventricular. Como consecuencia, con cada latido un poco de sangre pasa del ventrículo derecho a la aurícula derecha, lo opuesto a la dirección normal. Esta regurgitación tricuspídea se produce en aproximadamente menos del 1 % de las personas y suele ser asintomática.

## Etiología
Aunque existen causas congénitas de insuficiencia tricuspídea, la mayoría de los casos se deben a la dilatación del ventrículo derecho. Esta dilatación provoca alteración en la anatomía, la mecánica normal de la válvula tricúspide y los músculos que rigen su funcionamiento adecuado. El resultado es la incompetencia de la válvula tricúspide. La insuficiencia ventricular izquierda es, a su vez, la causa más común de la dilatación del ventrículo derecho. Otras causas comunes de la dilatación del ventrículo derecho incluyen el infarto del ventrículo derecho, infarto de miocardio inferior y el cor pulmonale.
Otras enfermedades pueden afectar directamente a la válvula tricúspide. La más común de ellas es la fiebre reumática, la cual es una complicación del tratamiento de las infecciones de garganta por estreptococos. Otra condición que daña directamente la válvula tricúspide es la endocarditis.
Otras causas poco frecuentes de insuficiencia tricúspide son:
- La anomalía de Ebstein
- Los tumores carcinoides, los cuales liberan una hormona que daña la válvula
- Enfermedades del tejido conectivo como el síndrome de Marfan
- El lupus eritematoso sistémico
- La degeneración mixomatosa
- Traumatismos físicos
- Artritis reumatoide
- Radioterapia

## Patología
Independientemente de su etiología, cuando existe insuficiencia tricuspídea la sístole ventricular derecha envía parte de su volumen en forma de reflujo hacia la aurícula derecha, la cual se dilata secundariamente y produce una estasis de sangre en los vasos que llegan a ella: venas cava superior y cava inferior. Esta dilatación de la aurícula derecha puede conducir a una fibrilación auricular. Durante la diástole, el ventrículo derecho recibirá mayor volumen de sangre procedente de la aurícula y este hecho lo llevará primero a la dilatación y después a la hipertrofia, mientras que el ventrículo izquierdo será más pequeño por recibir menor volumen de retorno.
Por otra parte, la hipertensión en la vena cava superior se traducirá en una gran ingurgitación de la vena yugular interna y de la externa, con su característico pulso venoso sistólico en el cuello, capaz de elevar al músculo esternocleidomastoideo; la hipertensión venosa en el territorio de la vena cava inferior originará una hepatomegalia congestiva y dolorosa, caracterizada por un pulso hepático sistólico palpable y expansivo. Finalmente, se acompañará de ascitis y de edemas en los miembros inferiores. 
Como vemos, este cuadro del corazón derecho no es exclusivo de la insuficiencia tricuspídea orgánica, sino común a cualquier causa que origine una insuficiencia del corazón derecho (estenosis pulmonar y estenosis mitral, hipertensión pulmonar aguda o crónica, compresión por tumores del mediastino y pericarditis con derrame o con taponamiento cardiaco).

## Cuadro clínico
Entre los síntomas se distinguen:
- Disnea siempre moderada y sin crisis nocturnas de disnea paroxística ni edema agudo del pulmón.

- Ingurgitación venosa del cuello, con pulso venoso sistólico y evidente reflujo hepatoyugular de Rondot; esto se refleja en una presión venosa central muy elevada.

- Soplo sistólico en foco tricuspídeo, que aparece en región xifoidea, de carácter rudo y tono elevado sobre el borde izquierdo del esternón que se propaga hacia la punta y la axila derecha. A veces se acompaña de estremecimiento (thrill).

- Hepatomegalia congestivodolorosa, que puede acompañarse de ascitis, edemas en los miembros inferiores y reflujo hepatoyugular.

## Diagnóstico
- Radiología: gran dilatación del contorno derecho correspondiente a una aurícula muy visible en posición oblicua anterior derecha (OAD). Vena cava superior dilatada y fácilmente visible en posición posteroanterior, ascendente y paralela a la columna vertebral. Claridad normal de los campos pulmonares.

- Cateterismo cardiaco: hipertensión auricular derecha (hasta 20-25 mmHg), con bajo rendimiento cardiaco. Este hecho motiva una presión venosa central elevada.

- Electrocardiograma: desviación axial derecha y bloqueo incompleto de rama derecha. Puede haber signos de hipertrofia ventricular derecha.